# 하이컬러 (음악 그룹)
하이컬러는 대한민국의 음악 그룹이다. 2019년 싱글 《MILLION PUZZLE [ The First Piece ]》로 데뷔했다.

## 방송
- 믹스나인 (2017)

## 음반
- MILLION PUZZLE [ The First Piece ] (2019)